# Cubo troncato biaumentato
In geometria solida, il cubo troncato biaumentato è un poliedro con 30 facce che può essere costruito, come intuibile dal suo nome, aumentando un cubo troncato facendo combaciare due delle sue facce ottagonali parallele con la base di due cupole quadrate.

## Caratteristiche
Il cubo troncato biaumentato è uno dei 92 solidi di Johnson, in particolare quello indicato come J67, ossia un poliedro strettamente convesso avente come facce dei poligoni regolari ma comunque non appartenente alla famiglia dei poliedri uniformi, ed è il terzo di una serie di diciannove solidi archimedei modificati tutti facenti parte dei solidi di Johnson.
Per quanto riguarda i 32 vertici di questo poliedro, su 8 di essi incidono due facce ottagonali e una triangolare, su altri 16 incidono una faccia ottagonale, una quadrata e due triangolari, e sugli altri 8 incidono tre facce quadrate e una triangolare.

## Formule
Considerando un cubo troncato biaumentato avente come facce dei poligoni regolari aventi lato di lunghezza {\displaystyle a}, le formule per il calcolo del volume {\displaystyle V} e della superficie {\displaystyle A} risultano essere:
{\displaystyle V=\left(9+6{\sqrt {2}}\right)a^{3}\approx 17,4852814\ldots a^{3};}
{\displaystyle A=\left(18+8{\sqrt {2}}+4{\sqrt {3}}\right)a^{2}\approx 36,2419117\ldots a^{2}.}